# Ctesíloc
Ctesíloc (grec antic: Κτησίλοχος) fou un pintor grec deixeble (i potser germà) d'Apel·les de Colofó conegut per una pintura que representava el naixement de Baccus. Ens és conegut gràcies a Plini el Vell i a la Suïda.